# Chejuparia pibari
Chejuparia pibari är en tvåvingeart som beskrevs av Kae Kyoung Kwon 1985. Chejuparia pibari ingår i släktet Chejuparia och familjen borrflugor. Inga underarter finns listade i Catalogue of Life.